# Fatale familiaire insomnie
Fatale familiaire insomnie (FFI) is een uitermate zeldzame autosome dominant erfelijke prionziekte van de hersenen. Het gen dat voor de ziekte verantwoordelijk is komt wereldwijd bij slechts 40 families voor. De mutatie is dominant. Indien slechts één ouder het gen draagt, is de kans 50 procent dat het kind ook het gen erft en de ziekte uiteindelijk ontwikkelt. Het ontstaan van de ziekte en het verval van de patiënt in een status van complete slapeloosheid is tot op heden onbehandelbaar en resulteert uiteindelijk in de dood van de patiënt. Omdat de ziekte zich pas op latere leeftijd ontwikkelt, kunnen ouders hem aan hun kinderen doorgeven alvorens zelf ziek te worden.

## Eerste beschrijving
In 1765 overleed een Venetiaanse man aan wat achteraf bekeken hoogstwaarschijnlijk FFI was. Veel van zijn afstammelingen zouden eveneens aan soortgelijke symptomen overlijden terwijl de artsen niet begrepen wat er aan de hand was en ook veelvuldig misdiagnoses opstelden.
FFI is voor het eerst beschreven door een Italiaanse arts in 1979 die geconfronteerd werd met twee vrouwen uit één familie die beiden klaarblijkelijk aan slapeloosheid waren overleden. Uit bronnen over deze familie bleek vervolgens een geschiedenis van kennelijk gerelateerde sterfgevallen. Toen in 1984 een ander lid van deze familie ziek werd, werd zijn ziektebeeld nauwlettend gevolgd en werden zijn hersenen na zijn dood naar de Verenigde Staten gevlogen voor nader onderzoek.

## Oorzaak
Tegen het eind van de jaren negentig ontdekten onderzoekers dat de ziekte veroorzaakt wordt door een mutatie in een prion eiwit (PrP) waarbij asparagine-178 vervangen is door asparaginezuur. De mutatie zorgt dat het eiwit van vorm verandert en een prion wordt, waarna het andere, normale eiwitmoleculen, ook aanzet tot ontwikkeling tot de afwijkende vorm.
Hierdoor worden zogenaamde plaques in de thalamus gevormd. In de thalamus wordt normaal gesproken de slaap gereguleerd. In eerste instantie leidt dit tot slapeloosheid, en na verloop van tijd gaat dit over in ernstigere klachten.

## Ziektebeeld
Het openbaren van de ziekte varieert tussen het dertigste en zestigste levensjaar, waarbij de gemiddelde leeftijd vijftig bedraagt. De dood volgt doorgaans 7 tot 36 maanden na de eerste manifestatie van de ziekte. Het ziektebeeld verschilt erg van persoon tot persoon, zelfs bij patiënten uit dezelfde familie.
De ziekte kent vier specifieke fasen, die tussen de 7 en 18 maanden duren:
1. De patiënt lijdt in toenemende mate aan slapeloosheid, wat leidt tot paniekaanvallen en fobieën. Deze fase duurt circa 4 maanden.
2. Hallucinaties en paniekaanvallen worden merkbaar. Door het extreme slaapgebrek krijgt de patiënt nu zelfs dromen terwijl hij wakker is. Deze periode duurt circa 5 maanden.
3. Volledige slapeloosheid wordt in de derde periode gecombineerd met zeer snel gewichtsverlies. Deze fase duurt circa 3 maanden.
4. Dementie, waarbij niet meer op de omgeving gereageerd wordt, dan wel het niet meer kunnen praten, is de vierde en laatste fase van de ziekte en duurt circa 6 maanden. De patiënt behoudt echter het besef wat er met hem aan de hand is. Na deze fase overlijdt de patiënt.

## Behandeling
Er is momenteel geen behandeling voor FFI. Hoop voor de toekomst is gevestigd op gentherapie, maar deze behandelwijze staat nog in de kinderschoenen. Reguliere slaapmiddelen sorteren geen effect. Prenatale screening kan wel gebruikt worden om vooraf vast te stellen of de foetus een drager van de mutatie is.

## Verwante ziekten
Ziekten van dezelfde familie zijn onder andere: 
- GSS (syndroom van Gerstmann-Sträussler-Scheinker) bij de mens.
- Ziekte van Creutzfeldt-Jakob bij de mens.
- Boviene spongiforme encefalopathie (BSE) bij runderen.
- Feliene spongiforme encefalopathie bij katachtigen.
- Scrapie bij schapen en geiten.
- Chronic wasting disease (CWD) bij hertachtigen.